# Ronny J
Рональд Онейл Спенс-младший (англ. Ronald Oneil Spence, Jr., 14 сентября 1992, Камден, Нью-Джерси, США), более известный как Ronny J (раньше RONNYJLI$TENUP) — американский музыкальный продюсер, рэпер и певец. Он продюсировал: Дензел Карри, XXXTENTACION, Ski Mask the Slump God, Smokepurpp, Bhad Bhabie, Lil Pump, Lil Xan, 6ix9ine, Эминем, Machine Gun Kelly, Игги Азалия и Канье Уэст.

## Ранняя жизнь
Ronny J родился в Камдене, штат Нью-Джерси, 14 сентября 1992 года и вырос в Вудбери, штат Нью-Джерси. В детстве он играл на барабанах в яслях, из-за этого музыка заинтересовала его. Ронни учился в колледже Роуэн в графстве Глостер, ещё живя в Нью-Джерси. Он также увлекался искусством и архитектурой, прежде чем продолжить свою музыкальную карьеру. Он переехал в Майами, где он стал частью группы Дензела Карри, C9 и Raider Klan. Продюсерский тег Ronny J «Oh my God, Ronny» является одним из самых известных.

## Карьера

### OMGRONNY и Jupiter
В мае 2017 года Ronny J подписал контракт с Atlantic Records. 23 февраля 2018 года он выпустил свой первый микстейп OMGRonny на лейбле Atlantic. Позже, в 2020 году, он выпустил свой дебютный студийный альбом Jupiter.

## Дискография

### Студийные альбомы
- Jupiter (2020)[12]
- No Name (совместно с Lil Pump) (2021)[13]

### Микстейпы
- OMGRonny (2018)[14][15]